# Bahnhof Ib

Der Bahnhof Ib (Oriya ଈବ ରେଳ ଷ୍ଟେସନ) liegt am Fluss Ib an dem Streckenabschnitt Tatanagar–Bilaspur der Strecke Howrah–Nagpur–Mumbai in Indien. Er zeichnet sich dadurch aus, dass er mit nur zwei Buchstaben neben dem Bahnhof Od den kürzesten Bahnhofnamen aller indischen Bahnhöfe trägt.

## Name
Der Bahnhof hat seinen Namen von dem nahe gelegenen Fluss Ib.

## Lage
Der Bahnhof Ib liegt in der Region Odisha auf einer Höhe von Höhe von 207 m (679 ft) über dem Meeresspiegel. Er liegt im Gebiet der South East Central Railway (abgekürzt SECR and दपूमरे). Er hat zwei Bahnsteige rechts und links zweier Breitspurgleise mit einer Spurweite von 1,676 mm (5 Fuß 6 Zoll).

## Geschichte
Der Bahnhof wurde 1891 von der Bengal Nagpur Railway gebaut und eröffnet. 1969–70 wurde die Strecke elektrifiziert. 

## Geologie
Als die Bengal-Nagpur-Eisenbahn im Jahr 1900 die Brücke über den Fluss Ib baute, wurde zufälligerweise Kohle entdeckt. Die erste Kohlengrube im Ib Valley Coalfield, das eine Fläche von 1.375 Quadratkilometern umfasst, wurde 1909 von der Himgir Rampur Coal Company abgeteuft. Andere Untertagebau-Zechen wurden von privaten Betreibern bis zur Verstaatlichung der Kohleindustrie im Jahr 1973 betrieben. Mit der Verstaatlichung kam das Zeitalter des Tagebaus. Ib Valley Coalfield betreibt drei Tagebaugruben: die Lajkura Opencast Mine, die Samleswari Opencast Mine und die Lilari Opencast Mine. Die Feldproduktion ist von 0,55 Millionen Tonnen in den Jahren 1972–73 auf 15,51 Millionen Tonnen in den Jahren 2002–2003 stark angestiegen.
Der Bau der in der Nähe gelegenen 52 km langen Bahnstrecke Jharsuguda–Barpali ist für den Transport von Kohle aus dem Ib Valley Coalfield mit einem Potenzial von 90 Millionen Tonnen pro Jahr sehr wichtig. Mahanadi Coalfields Limited wird dieses Projekt finanzieren.
Laut dem Geological Survey of India hat das Talcher Coalfield Reserven von 38,65 Milliarden Tonnen, die höchste in Indien. Ib Valley Coalfield verfügt über Reserven von 22,3 Milliarden Tonnen, die dritthöchste in Indien. Es ist Teil des großen Gondwana-Beckens, das sich über mehrere Distrikte im benachbarten Chhattisgarh erstreckt.

## Kultur
Es wird angenommen, dass der Fluss in vorgeschichtlicher Zeit mehrere Stammesgruppen aus der Gegend des heutigen Chhattisgarh und Odisha dazu inspirierte, sich an seinen Ufern dauerhaft anzusiedeln. Auch gibt es mehrere folkloristische Erwähnungen über die mythologische Bedeutung des Flusses Ib.

## Wissenswertes
Der Bahnhof Venkatanarasimharajuvaripeta ist der Bahnhof mit dem längsten Bahnhofsnamen in Indien.